# Walter Förster (Maler)

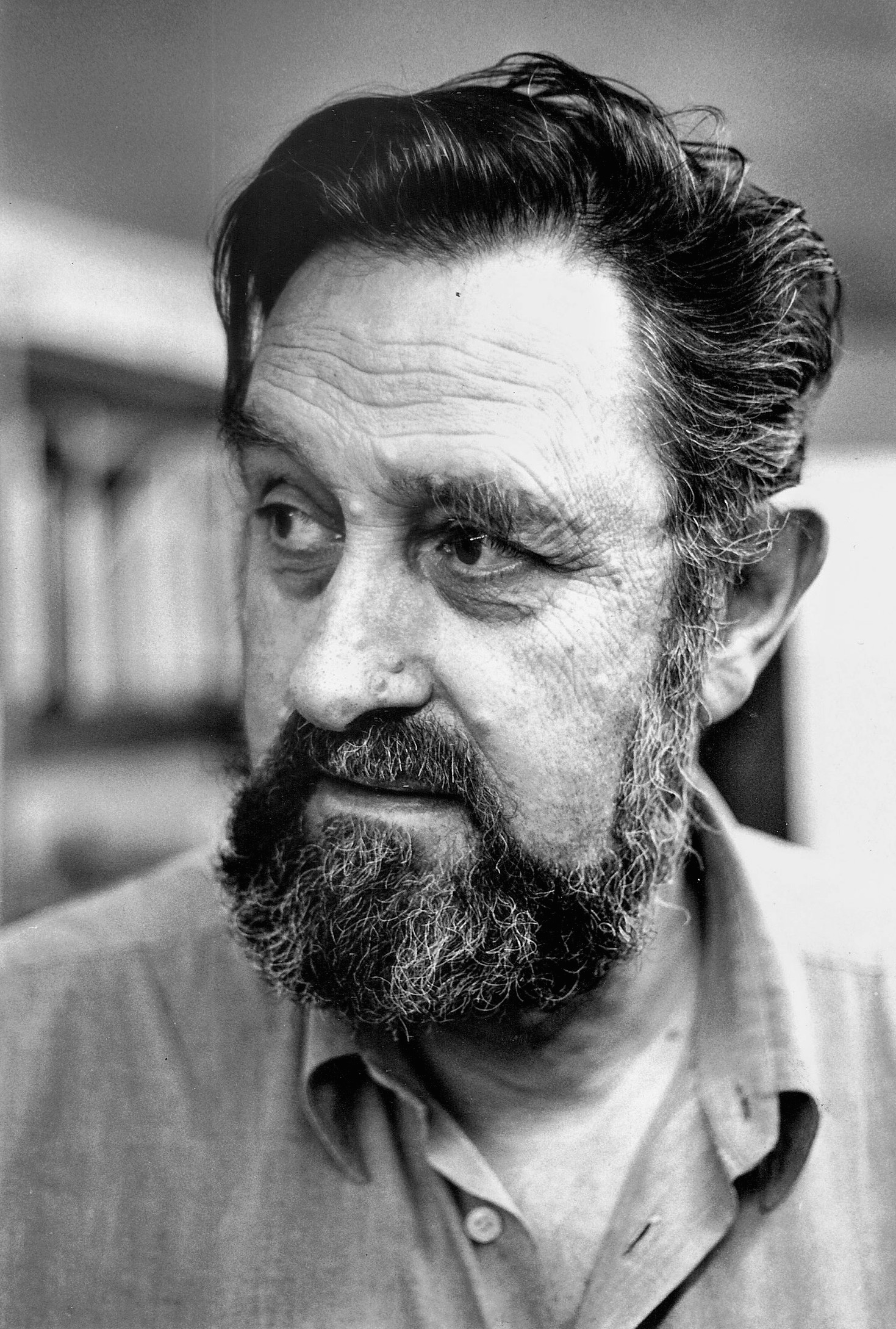
Walter Förster, 2002

Walter Förster (* 15. März 1936 in München) ist ein deutscher Künstler (Maler und Zeichner).

## Leben
Walter Förster studierte 1957 bis 1961 Malerei, Grafik und Kunsterziehung an der Akademie der Bildenden Künste in München bei Franz Nagel und Anton Marxmüller. Seither arbeitet er als freischaffender Künstler.
Förster ist Mitglied der Nürnberger Künstlervereinigung Der Kreis, er lebt und arbeitet in Igelsdorf (Mittelfranken) und München.
Sein Werk umfasst neben Malerei (Aquarell, Gouache, Acryl) und Zeichnung (Bleistift, Feder, Buntstift, Kugelschreiber) auch Druckgraphik (Lithographie, Radierung). Thematische Schwerpunkte sind Architektur und Landschaft, in der Darstellung reichen Försters Arbeiten von realistisch über visionär bis zu abstrakt. Werke befinden sich unter anderem im Besitz der Städtischen Sammlungen Bayreuth, Erlangen, Frechen und Nürnberg, im Kunstmuseum Erlangen, in den Bayerischen Staatsgemäldesammlungen München, dem Bayerischen Staatsministerium für Unterricht und Kultus München, im San Francisco Museum of Modern Art und in Privatsammlungen.

## Ausstellungen (Auswahl)
Seit 1959 Einzelausstellungen und Gruppenausstellungen in Deutschland, Österreich, Schweiz, Italien. Zuletzt:
- 2021: erzählerisch und schweigend. Retrospektive zum 85. Geburtstag. Kunstmuseum Erlangen (Einzelausstellung)[1]
- 2016: Die Sprache der Bäume. Kunstmuseum Erlangen (Gruppenausstellung)
- 2013: Linienland. 1983–2013. Kunstmuseum Erlangen (Einzelausstellung)[2]
- 2008: Verwüstungen. Bilder und Zeichnungen 2005–2008. Kunstverein Erlangen (Einzelausstellung)[3]
- 2002: Das zeichnerische Werk. Kunstverein Erlangen in der Städtischen Galerie, Palais Stutterheim, Erlangen (Einzelausstellung)
- 1997: Der Kreis. Eine Künstlergruppe in Nürnberg 1947–1997. Kunsthalle Nürnberg (Gruppenausstellung)
- 1993: Arbeiten auf Papier 1980–1993. Kunstverein Erlangen in der Städtischen Galerie,  Palais Stutterheim, Erlangen (Einzelausstellung)

## Veröffentlichungen
- 2016: Die Unsterblichen. Olivenbäume Kretas. Eine gezeichnete Hommage, Bildband mit 34 Zeichnungen, Selbstverlag
- 1994: Knoblauchsland, Bildband mit 24 Zeichnungen und Aquarellen und einem Text von Godehard Schramm, Selbstverlag
- 1988: Venedig. Zeichnungen aus einer alten Stadt, Bildband mit 50 Zeichnungen und einem Text von Günter Kunert, Selbstverlag
- 1987: Fränkische Suite, Mappenwerk mit 5 Lithographien und Texten von Wolf Peter Schnetz, Selbstverlag
- 1975: Hommage à Canaletto, Mappe mit 5 Radierungen, Selbstverlag
- 1973: Sentimental Journey, Band mit 12 Offsetlithos, Renner Verlag Erlangen
- 1964: Venezianische Blätter, Großband mit 13 Lithographien, Selbstverlag
- 1963: Villon-Balladen, Großband mit 14 Lithographien, Selbstverlag

## Arbeiten im öffentlichen Raum
- 1977 Brunnen (Granit), Stadtwerke Erlangen.[4]
- 1977 Plastik (Edelstahl), Grundschule Erlangen-Büchenbach.[5]

## Auszeichnungen
- 2013: Pema-Kunstpreis, Bayreuth
- 2012: Kunstpreis des Bundes Fränkischer Künstler
- 2010: Preis der Nürnberger Nachrichten
- 2002: Otto Grau-Kulturpreis
- 2001: Preis der Nürnberger Nachrichten
- 1983: Galeriepreis OPHIR, Bayreuth